# Antonio Sancho
Antonio Sancho Sánchez (Città del Messico, 14 marzo 1976) è un ex calciatore messicano, di ruolo centrocampista.

## Palmarès

### Club

#### Competizioni nazionali
- InterLiga: 2

Tigres UANL: 2005, 2006
- Campionato messicano: 1

Tigres UANL: Apertura 2011

#### Competizioni internazionali
- SuperLiga nordamericana: 1

Tigres UANL: 2009